# Адміністративний устрій Пустомитівського району
Адміністративний устрій Пустомитівського району — адміністративно-територіальний устрій Пустомитівського району Львівської області на 1 селищну громаду, 4 сільські громади, 1 міську раду та 19 сільських рад, які об'єднують 104 населені пункти і підпорядковані Пустомитівській районній раді. Адміністративний центр — місто Пустомити.

## Список ОТГ Пустомитівського району
- Давидівська сільська громада
- Мурованська сільська громада
- Підберізцівська сільська громада
- Солонківська сільська громада
- Щирецька селищна громада
- Зимноводівська сільська громада
- Пустомитівська міська громада
- Оброшинська сільська громада
- Сокільницька сільська громада

## Список радПустомитівського району
| №  | Назва                              | Центр           | Населені пункти                                                 | Площа км² | Місце за площею | Населення (2001), осіб. | Місце за населенням |
| -- | ---------------------------------- | --------------- | --------------------------------------------------------------- | --------- | --------------- | ----------------------- | ------------------- |
| 1  | Пустомитівська міська рада         | м. Пустомити    | м. Пустомити с. Наварія                                         |           |                 |                         |                     |
| 2  | Борщовицька сільська рада          | с. Борщовичі    | с. Борщовичі                                                    |           |                 |                         |                     |
| 3  | Верхньобілківська сільська рада    | с. Верхня Білка | с. Верхня Білка с. Нижня Білка с. Сухоріччя                     |           |                 |                         |                     |
| 4  | Вовківська сільська рада           | с. Вовків       | с. Вовків с. Грабник с. Загір'я с. Кугаїв с. Селисько с. Товщів |           |                 |                         |                     |
| 5  | Годовицько-Басівська сільська рада | с. Годовиця     | с. Годовиця с. Басівка                                          |           |                 |                         |                     |
| 6  | Жирівська сільська рада            | с. Жирівка      | с. Жирівка с. Ков'ярі с. Милятичі                               |           |                 |                         |                     |
| 7  | Звенигородська сільська рада       | с. Звенигород   | с. Звенигород с. Відники с. Гринів с. Коцурів с. Шоломинь       |           |                 |                         |                     |
| 8  | Зимноводівська сільська рада       | с. Зимна Вода   | с. Зимна Вода                                                   |           |                 |                         |                     |
| 9  | Конопницька сільська рада          | с. Конопниця    | с. Конопниця                                                    |           |                 |                         |                     |
| 10 | Лапаївська сільська рада           | с. Лапаївка     | с. Лапаївка с. Холодновідка                                     |           |                 |                         |                     |
| 11 | Лисиничівська сільська рада        | с. Лисиничі     | с. Лисиничі с. Підбірці                                         |           |                 |                         |                     |
| 12 | Миколаївська сільська рада         | с. Миколаїв     | с. Миколаїв с. Гаї с. Городиславичі с. Підсоснів                |           |                 |                         |                     |
| 13 | Містківська сільська рада          | с. Містки       | с. Містки с. Диб'янки с. Малинівка с. Полянка                   |           |                 |                         |                     |
| 14 | Оброшинська сільська рада          | с. Оброшине     | с. Оброшине с. Пришляки                                         |           |                 |                         |                     |
| 15 | Пикуловичівська сільська рада      | с. Пикуловичі   | с. Пикуловичі                                                   |           |                 |                         |                     |
| 16 | Семенівська сільська рада          | с. Семенівка    | с. Семенівка с. Береги с. Віняви с. Милошевичі                  |           |                 |                         |                     |
| 17 | Скнилівська сільська рада          | с. Скнилів      | с. Скнилів                                                      |           |                 |                         |                     |
| 18 | Сокільницька сільська рада         | с. Сокільники   | с. Сокільники                                                   |           |                 |                         |                     |
| 19 | Ставчанська сільська рада          | с. Ставчани     | с. Ставчани с. Дібрівки с. Підгайці                             |           |                 |                         |                     |
| 20 | Старосільська сільська рада        | с. Старе Село   | с. Старе Село с. Будьків                                        |           |                 |                         |                     |

* Примітки: м. — місто, смт — селище міського типу, с. — село, с-ще — селище